# سباق أمستل الذهبي للسيدات 2023
سباق أمستل الذهبي للسيدات 2023 هو سباق دراجات هوائية، وهو الموسم التاسع من سباق أمستل الذهبي للسيدات ‏، وأقيم في 16 أبريل 2023 ضمن سباقات طواف العالم للدراجات للسيدات 2023، وشارك فيه  143 متسابقاً ووصل إلى نهايته  86 متسابقاً.
فاز بالمركز الأول ديمي فوليرينغ، وفاز بالمركز الثاني، وتصدر تصنيف طواف العالم لوت كوبيكي، وفاز بالمركز الثالث شيرين فان أنروي.

## الفرق
| فرق سيدات عالمية (15)- كانيون–إس آر إيه إم ريسينغ 2023 ‏ - فريق سنويب للسيدات ‏ - EF Education–Tibco–SVB ‏ - FDJ–Suez ‏ - بلانتور بورا سيلينج تيم ‏ - رالي سايكلنج 2023 ‏ - فريق كوجياس ميتلر لوك برو للدراجات ‏ - جامبو فيسما للسيدات ‏ - ليف ريسينغ ‏ - موفيستار للسيدات ‏ - إس دي وركس 2023 ‏ - Liv AlUla Jayco ‏ - Lidl–Trek (women's team) ‏ - يو أي أيه تيم 2023 ‏ - فريق أونو إكس برو للدراجات للسيدات 2023 ‏ |  |
| |  |

## المشاركون
| FDJ–Suez ‏ FST | FDJ–Suez ‏ FST              | FDJ–Suez ‏ FST  |
| ------------- | -------------------------- | -------------- |
| م             | عداء                       | مرتبة          |
| 1             | مارتا كافالي               | لم يكمل السباق |
| 2             | Loes Adegeest ‏             | 24             |
| 3             | غريس براون                 | 6              |
| 4             | Marie Le Net ‏              | 84             |
| 5             | غلاديس فيرهلست ‏            | لم يكمل السباق |
| 6             | سيسيلي أوتوب لودفيغ (طريق) | 10             |

| إس دي وركس ‏ SDW | إس دي وركس ‏ SDW     | إس دي وركس ‏ SDW |
| --------------- | ------------------- | --------------- |
| م               | عداء                | مرتبة           |
| 11              | ديمي فوليرينغ       | 1               |
| 12              | Niamh Fisher-Black ‏ | 64              |
| 13              | Mischa Bredewold ‏   | 39              |
| 14              | فيمكا ماركوس        | 52              |
| 15              | لورينا ويبيس (طريق) | 46              |
| 16              | لوت كوبيكي          | 2               |

| فريق سنويب للسيدات ‏ DSM | فريق سنويب للسيدات ‏ DSM | فريق سنويب للسيدات ‏ DSM |
| ----------------------- | ----------------------- | ----------------------- |
| م                       | عداء                    | مرتبة                   |
| 21                      | فايفر جورجي             | 7                       |
| 22                      | جولييت لابوس            | 18                      |
| 23                      | Francesca Barale ‏       | 80                      |
| 24                      | NED                     | لم يكمل السباق          |
| 25                      | Léa Curinier ‏           | لم يكمل السباق          |
| 26                      | Esmée Peperkamp ‏        | لم يكمل السباق          |

| جامبو فيسما للسيدات ‏ TJV | جامبو فيسما للسيدات ‏ TJV | جامبو فيسما للسيدات ‏ TJV |
| ------------------------ | ------------------------ | ------------------------ |
| م                        | عداء                     | مرتبة                    |
| 31                       | ماريان فوس               | 17                       |
| 32                       | Karlijn Swinkels ‏        | لم يكمل السباق           |
| 33                       | Coryn Labecki            | لم يكمل السباق           |
| 34                       | ريجان ماركوس             | 14                       |
| 35                       | آنا هندرسون              | 43                       |
| 36                       | Amber Kraak ‏             | 51                       |

| Lidl–Trek (women's team) ‏ TFS | Lidl–Trek (women's team) ‏ TFS | Lidl–Trek (women's team) ‏ TFS |
| ----------------------------- | ----------------------------- | ----------------------------- |
| م                             | عداء                          | مرتبة                         |
| 41                            | إليسا ونغو بورغيني            | 28                            |
| 42                            | إليسا بالسامو (طريق)          | 76                            |
| 43                            | لوسيندا براند                 | 50                            |
| 44                            | أماندا سبرات                  | 37                            |
| 45                            | شيرين فان أنروي               | 3                             |
| 46                            | Ilaria Sanguineti ‏            | لم يكمل السباق                |

| موفيستار للسيدات ‏ MOV | موفيستار للسيدات ‏ MOV         | موفيستار للسيدات ‏ MOV |
| --------------------- | ----------------------------- | --------------------- |
| م                     | عداء                          | مرتبة                 |
| 51                    | أنيميك فان فليوتن (طريق)      | 11                    |
| 52                    | فلورتجي ماكايج                | 35                    |
| 53                    | ليان ليبرت (طريق)             | 15                    |
| 54                    | Jelena Erić (cyclist) ‏ (طريق) | لم يكمل السباق        |
| 55                    | Paula Patiño ‏                 | 48                    |
| 56                    | أرلينيس سيرا (طريق)           | 75                    |

| كانيون–إس آر إيه إم ‏ CSR | كانيون–إس آر إيه إم ‏ CSR  | كانيون–إس آر إيه إم ‏ CSR |
| ------------------------ | ------------------------- | ------------------------ |
| م                        | عداء                      | مرتبة                    |
| 61                       | كاتارزينا نيفيادوما       | 4                        |
| 62                       | تيفاني كرومويل            | 73                       |
| 63                       | Elise Chabbey ‏            | 13                       |
| 64                       | ثريا بالادين              | 5                        |
| 65                       | Ricarda Bauernfeind ‏      | 21                       |
| 66                       | Agnieszka Skalniak-Sójka ‏ | 53                       |

| ليف ريسينغ ‏ LIV | ليف ريسينغ ‏ LIV                 | ليف ريسينغ ‏ LIV |
| --------------- | ------------------------------- | --------------- |
| م               | عداء                            | مرتبة           |
| 71              | مارغريتا فيكتوريا غارسيا (طريق) | 16              |
| 72              | Jeanne Korevaar ‏                | لم يكمل السباق  |
| 73              | Caroline Andersson ‏             | 41              |
| 74              | Quinty Ton ‏                     | 29              |
| 75              | Marta Jaskulska ‏                | لم يبدأ         |
| 76              | Sabrina Stultiens ‏              | 49              |

| رالي سايكلنج ‏ HPW | رالي سايكلنج ‏ HPW          | رالي سايكلنج ‏ HPW |
| ----------------- | -------------------------- | ----------------- |
| م                 | عداء                       | مرتبة             |
| 81                | Nina Buijsman ‏             | 40                |
| 82                | Antri Christoforou ‏ (طريق) | لم يكمل السباق    |
| 83                | USA                        | لم يكمل السباق    |
| 84                | Barbara Malcotti ‏          | لم يكمل السباق    |
| 85                | Kaia Schmid ‏               | لم يكمل السباق    |
| 86                | Eri Yonamine ‏              | لم يكمل السباق    |

| بلانتور بورا سيلينج تيم ‏ FED | بلانتور بورا سيلينج تيم ‏ FED | بلانتور بورا سيلينج تيم ‏ FED |
| ---------------------------- | ---------------------------- | ---------------------------- |
| م                            | عداء                         | مرتبة                        |
| 91                           | Yara Kastelijn ‏              | 25                           |
| 92                           | إنج فان دير هيدين            | 70                           |
| 93                           | Julie Van de Velde ‏          | 38                           |
| 94                           | Millie Couzens ‏              | 55                           |
| 95                           | صوفي رايت                    | لم يكمل السباق               |
| 96                           | Greta Marturano ‏             | 78                           |

| EF Education–Tibco–SVB ‏ TIB | EF Education–Tibco–SVB ‏ TIB | EF Education–Tibco–SVB ‏ TIB |
| --------------------------- | --------------------------- | --------------------------- |
| م                           | عداء                        | مرتبة                       |
| 101                         | Letizia Borghesi ‏           | لم يكمل السباق              |
| 102                         | كريستابل دوبيل هيكوك        | 79                          |
| 103                         | Veronica Ewers ‏             | 33                          |
| 104                         | أليسون جاكسون               | لم يكمل السباق              |
| 105                         | Magdeleine Vallieres ‏       | لم يكمل السباق              |
| 106                         | جورجيا وليامز               | 77                          |

| فريق أونو إكس برو للدراجات للسيدات ‏ UXT | فريق أونو إكس برو للدراجات للسيدات ‏ UXT | فريق أونو إكس برو للدراجات للسيدات ‏ UXT |
| --------------------------------------- | --------------------------------------- | --------------------------------------- |
| م                                       | عداء                                    | مرتبة                                   |
| 111                                     | إلينور باركر                            | 36                                      |
| 112                                     | ماريا جوليا كونفالونيري                 | 85                                      |
| 113                                     | أنوسكا كوستر                            | 32                                      |
| 114                                     | هانا لودفيغ                             | لم يبدأ                                 |
| 115                                     | Wilma Olausson ‏                         | 59                                      |
| 116                                     | Mie Bjørndal Ottestad ‏                  | 65                                      |

| يو أي أيه تيم ‏ UAD | يو أي أيه تيم ‏ UAD   | يو أي أيه تيم ‏ UAD |
| ------------------ | -------------------- | ------------------ |
| م                  | عداء                 | مرتبة              |
| 121                | ألينا أمياليوسيك     | 42                 |
| 122                | Olivia Baril ‏        | 81                 |
| 123                | صوفيا بيرتيزولو      | لم يكمل السباق     |
| 124                | Eleonora Gasparrini ‏ | 27                 |
| 125                | إليزابيث هولدن       | 72                 |
| 126                | Silvia Persico ‏      | 9                  |

| Liv AlUla Jayco ‏ BEX | Liv AlUla Jayco ‏ BEX | Liv AlUla Jayco ‏ BEX |
| -------------------- | -------------------- | -------------------- |
| م                    | عداء                 | مرتبة                |
| 131                  | كريستين فولكنر       | 18                   |
| 132                  | Ingvild Gåskjenn ‏    | 54                   |
| 133                  | Alexandra Manly ‏     | 30                   |
| 134                  | Ruby Roseman-Gannon ‏ | 45                   |
| 135                  | أني سانستيبان        | 12                   |
| 136                  | Urška Žigart ‏        | 82                   |

| فريق كوجياس ميتلر لوك برو للدراجات ‏ CGS | فريق كوجياس ميتلر لوك برو للدراجات ‏ CGS | فريق كوجياس ميتلر لوك برو للدراجات ‏ CGS |
| --------------------------------------- | --------------------------------------- | --------------------------------------- |
| م                                       | عداء                                    | مرتبة                                   |
| 141                                     | تمارا بالابولينا ‏ (طريق)                | لم يكمل السباق                          |
| 142                                     | Nathalie Eklund (cyclist) ‏              | لم يكمل السباق                          |
| 143                                     | آنا كيزنهوفر                            | لم يكمل السباق                          |
| 144                                     | إيلينا بيروني                           | لم يكمل السباق                          |
| 145                                     | Claire Steels ‏                          | 26                                      |
| 146                                     | Elizabeth Stannard ‏                     | لم يكمل السباق                          |

| باركهوتل فالكنبورغ ‏ PHV | باركهوتل فالكنبورغ ‏ PHV | باركهوتل فالكنبورغ ‏ PHV |
| ----------------------- | ----------------------- | ----------------------- |
| م                       | عداء                    | مرتبة                   |
| 151                     | Femke Gerritse ‏         | 34                      |
| 152                     | Quinty Schoens ‏         | 57                      |
| 153                     | Lieke Nooijen ‏          | لم يكمل السباق          |
| 154                     | كيرستي فان هافتن        | لم يكمل السباق          |
| 155                     | NED                     | 74                      |
| 156                     | Margot Vanpachtenbeke ‏  | لم يكمل السباق          |

| إن إكس تي جي ريسينغ ‏ AGS | إن إكس تي جي ريسينغ ‏ AGS | إن إكس تي جي ريسينغ ‏ AGS |
| ------------------------ | ------------------------ | ------------------------ |
| م                        | عداء                     | مرتبة                    |
| 161                      | آشلي مولمان              | 8                        |
| 162                      | Maaike Boogaard ‏         | 86                       |
| 163                      | Justine Ghekiere ‏        | 27                       |
| 164                      | BEL                      | لم يكمل السباق           |
| 165                      | Gaia Masetti ‏            | 63                       |
| 166                      | Ally Wollaston ‏ (طريق)   | 47                       |

| لوتو بيليسول للسيدات ‏ LDL | لوتو بيليسول للسيدات ‏ LDL | لوتو بيليسول للسيدات ‏ LDL |
| ------------------------- | ------------------------- | ------------------------- |
| م                         | عداء                      | مرتبة                     |
| 171                       | Mette Egtoft Jensen ‏      | لم يكمل السباق            |
| 172                       | FIN                       | لم يكمل السباق            |
| 173                       | Kristýna Burlová ‏         | لم يكمل السباق            |
| 174                       | GER                       | لم يكمل السباق            |
| 175                       | NED                       | 20                        |
| 176                       | Fauve Bastiaenssen ‏       | لم يكمل السباق            |

| بنجوال شوفالمير ‏ DCH | بنجوال شوفالمير ‏ DCH | بنجوال شوفالمير ‏ DCH |
| -------------------- | -------------------- | -------------------- |
| م                    | عداء                 | مرتبة                |
| 181                  | Antonia Gröndahl ‏    | لم يكمل السباق       |
| 182                  | Cleo Kiekens ‏        | لم يكمل السباق       |
| 183                  | Olha Kulynych ‏       | 58                   |
| 184                  | Andrea Martinez‏      | لم يكمل السباق       |
| 185                  | Taneal Otto‏          | لم يكمل السباق       |
| 186                  | BEL                  | لم يكمل السباق       |

| دروبز ‏ DRP | دروبز ‏ DRP          | دروبز ‏ DRP     |
| ---------- | ------------------- | -------------- |
| م          | عداء                | مرتبة          |
| 191        | إيلا هاريس          | 60             |
| 192        | Typhaine Laurance ‏  | لم يكمل السباق |
| 193        | Maria Novolodskaya ‏ | لم يكمل السباق |
| 194        | SWE                 | لم يكمل السباق |
| 195        | NED                 | لم يكمل السباق |
| 196        | Ella Wyllie ‏        | 83             |

| Cofidis Women Team ‏ COF | Cofidis Women Team ‏ COF | Cofidis Women Team ‏ COF |
| ----------------------- | ----------------------- | ----------------------- |
| م                       | عداء                    | مرتبة                   |
| 201                     | Séverine Eraud ‏         | لم يكمل السباق          |
| 202                     | Morgane Coston ‏         | 62                      |
| 203                     | كلارا كوبينبرج          | 69                      |
| 204                     | Špela Kern ‏             | 71                      |
| 205                     | FRA                     | لم يكمل السباق          |
| 206                     | Rachel Neylan ‏          | 44                      |

| GT Krush Rebellease Pro Cycling ‏ BPC | GT Krush Rebellease Pro Cycling ‏ BPC | GT Krush Rebellease Pro Cycling ‏ BPC |
| ------------------------------------ | ------------------------------------ | ------------------------------------ |
| م                                    | عداء                                 | مرتبة                                |
| 211                                  | Marissa Baks ‏                        | لم يكمل السباق                       |
| 212                                  | هنريتا كولبورن                       | لم يكمل السباق                       |
| 213                                  | Femke de Vries ‏                      | لم يكمل السباق                       |
| 214                                  | Anne Dijkstra ‏                       | 56                                   |
| 215                                  | Meike Uiterwijk Winkel ‏              | لم يكمل السباق                       |
| 216                                  | NED                                  | لم يكمل السباق                       |

| تيم كوب هايتك بوردكتس ‏ HPU | تيم كوب هايتك بوردكتس ‏ HPU | تيم كوب هايتك بوردكتس ‏ HPU |
| -------------------------- | -------------------------- | -------------------------- |
| م                          | عداء                       | مرتبة                      |
| 221                        | Stine Dale ‏                | لم يكمل السباق             |
| 222                        | India Grangier ‏            | لم يكمل السباق             |
| 223                        | NOR                        | 68                         |
| 224                        | NOR                        | 67                         |
| 225                        | Josie Nelson ‏              | لم يكمل السباق             |
| 226                        | Sylvie Swinkels ‏           | لم يكمل السباق             |

| Ceratizit Pro Cycling ‏ WNT | Ceratizit Pro Cycling ‏ WNT | Ceratizit Pro Cycling ‏ WNT |
| -------------------------- | -------------------------- | -------------------------- |
| م                          | عداء                       | مرتبة                      |
| 231                        | Alice Maria Arzuffi ‏       | 66                         |
| 232                        | GER                        | لم يكمل السباق             |
| 233                        | Laura Asencio ‏             | لم يكمل السباق             |
| 235                        | Cédrine Kerbaol ‏           | 23                         |
| 236                        | Marta Lach ‏                | 31                         |

| FDJ–Suez ‏ FST | FDJ–Suez ‏ FST              | FDJ–Suez ‏ FST  |
| ------------- | -------------------------- | -------------- |
| م             | عداء                       | مرتبة          |
| 1             | مارتا كافالي               | لم يكمل السباق |
| 2             | Loes Adegeest ‏             | 24             |
| 3             | غريس براون                 | 6              |
| 4             | Marie Le Net ‏              | 84             |
| 5             | غلاديس فيرهلست ‏            | لم يكمل السباق |
| 6             | سيسيلي أوتوب لودفيغ (طريق) | 10             |

| إس دي وركس ‏ SDW | إس دي وركس ‏ SDW     | إس دي وركس ‏ SDW |
| --------------- | ------------------- | --------------- |
| م               | عداء                | مرتبة           |
| 11              | ديمي فوليرينغ       | 1               |
| 12              | Niamh Fisher-Black ‏ | 64              |
| 13              | Mischa Bredewold ‏   | 39              |
| 14              | فيمكا ماركوس        | 52              |
| 15              | لورينا ويبيس (طريق) | 46              |
| 16              | لوت كوبيكي          | 2               |

| فريق سنويب للسيدات ‏ DSM | فريق سنويب للسيدات ‏ DSM | فريق سنويب للسيدات ‏ DSM |
| ----------------------- | ----------------------- | ----------------------- |
| م                       | عداء                    | مرتبة                   |
| 21                      | فايفر جورجي             | 7                       |
| 22                      | جولييت لابوس            | 18                      |
| 23                      | Francesca Barale ‏       | 80                      |
| 24                      | NED                     | لم يكمل السباق          |
| 25                      | Léa Curinier ‏           | لم يكمل السباق          |
| 26                      | Esmée Peperkamp ‏        | لم يكمل السباق          |

| جامبو فيسما للسيدات ‏ TJV | جامبو فيسما للسيدات ‏ TJV | جامبو فيسما للسيدات ‏ TJV |
| ------------------------ | ------------------------ | ------------------------ |
| م                        | عداء                     | مرتبة                    |
| 31                       | ماريان فوس               | 17                       |
| 32                       | Karlijn Swinkels ‏        | لم يكمل السباق           |
| 33                       | Coryn Labecki            | لم يكمل السباق           |
| 34                       | ريجان ماركوس             | 14                       |
| 35                       | آنا هندرسون              | 43                       |
| 36                       | Amber Kraak ‏             | 51                       |

| Lidl–Trek (women's team) ‏ TFS | Lidl–Trek (women's team) ‏ TFS | Lidl–Trek (women's team) ‏ TFS |
| ----------------------------- | ----------------------------- | ----------------------------- |
| م                             | عداء                          | مرتبة                         |
| 41                            | إليسا ونغو بورغيني            | 28                            |
| 42                            | إليسا بالسامو (طريق)          | 76                            |
| 43                            | لوسيندا براند                 | 50                            |
| 44                            | أماندا سبرات                  | 37                            |
| 45                            | شيرين فان أنروي               | 3                             |
| 46                            | Ilaria Sanguineti ‏            | لم يكمل السباق                |

| موفيستار للسيدات ‏ MOV | موفيستار للسيدات ‏ MOV         | موفيستار للسيدات ‏ MOV |
| --------------------- | ----------------------------- | --------------------- |
| م                     | عداء                          | مرتبة                 |
| 51                    | أنيميك فان فليوتن (طريق)      | 11                    |
| 52                    | فلورتجي ماكايج                | 35                    |
| 53                    | ليان ليبرت (طريق)             | 15                    |
| 54                    | Jelena Erić (cyclist) ‏ (طريق) | لم يكمل السباق        |
| 55                    | Paula Patiño ‏                 | 48                    |
| 56                    | أرلينيس سيرا (طريق)           | 75                    |

| كانيون–إس آر إيه إم ‏ CSR | كانيون–إس آر إيه إم ‏ CSR  | كانيون–إس آر إيه إم ‏ CSR |
| ------------------------ | ------------------------- | ------------------------ |
| م                        | عداء                      | مرتبة                    |
| 61                       | كاتارزينا نيفيادوما       | 4                        |
| 62                       | تيفاني كرومويل            | 73                       |
| 63                       | Elise Chabbey ‏            | 13                       |
| 64                       | ثريا بالادين              | 5                        |
| 65                       | Ricarda Bauernfeind ‏      | 21                       |
| 66                       | Agnieszka Skalniak-Sójka ‏ | 53                       |

| ليف ريسينغ ‏ LIV | ليف ريسينغ ‏ LIV                 | ليف ريسينغ ‏ LIV |
| --------------- | ------------------------------- | --------------- |
| م               | عداء                            | مرتبة           |
| 71              | مارغريتا فيكتوريا غارسيا (طريق) | 16              |
| 72              | Jeanne Korevaar ‏                | لم يكمل السباق  |
| 73              | Caroline Andersson ‏             | 41              |
| 74              | Quinty Ton ‏                     | 29              |
| 75              | Marta Jaskulska ‏                | لم يبدأ         |
| 76              | Sabrina Stultiens ‏              | 49              |

| رالي سايكلنج ‏ HPW | رالي سايكلنج ‏ HPW          | رالي سايكلنج ‏ HPW |
| ----------------- | -------------------------- | ----------------- |
| م                 | عداء                       | مرتبة             |
| 81                | Nina Buijsman ‏             | 40                |
| 82                | Antri Christoforou ‏ (طريق) | لم يكمل السباق    |
| 83                | USA                        | لم يكمل السباق    |
| 84                | Barbara Malcotti ‏          | لم يكمل السباق    |
| 85                | Kaia Schmid ‏               | لم يكمل السباق    |
| 86                | Eri Yonamine ‏              | لم يكمل السباق    |

| بلانتور بورا سيلينج تيم ‏ FED | بلانتور بورا سيلينج تيم ‏ FED | بلانتور بورا سيلينج تيم ‏ FED |
| ---------------------------- | ---------------------------- | ---------------------------- |
| م                            | عداء                         | مرتبة                        |
| 91                           | Yara Kastelijn ‏              | 25                           |
| 92                           | إنج فان دير هيدين            | 70                           |
| 93                           | Julie Van de Velde ‏          | 38                           |
| 94                           | Millie Couzens ‏              | 55                           |
| 95                           | صوفي رايت                    | لم يكمل السباق               |
| 96                           | Greta Marturano ‏             | 78                           |

| EF Education–Tibco–SVB ‏ TIB | EF Education–Tibco–SVB ‏ TIB | EF Education–Tibco–SVB ‏ TIB |
| --------------------------- | --------------------------- | --------------------------- |
| م                           | عداء                        | مرتبة                       |
| 101                         | Letizia Borghesi ‏           | لم يكمل السباق              |
| 102                         | كريستابل دوبيل هيكوك        | 79                          |
| 103                         | Veronica Ewers ‏             | 33                          |
| 104                         | أليسون جاكسون               | لم يكمل السباق              |
| 105                         | Magdeleine Vallieres ‏       | لم يكمل السباق              |
| 106                         | جورجيا وليامز               | 77                          |

| فريق أونو إكس برو للدراجات للسيدات ‏ UXT | فريق أونو إكس برو للدراجات للسيدات ‏ UXT | فريق أونو إكس برو للدراجات للسيدات ‏ UXT |
| --------------------------------------- | --------------------------------------- | --------------------------------------- |
| م                                       | عداء                                    | مرتبة                                   |
| 111                                     | إلينور باركر                            | 36                                      |
| 112                                     | ماريا جوليا كونفالونيري                 | 85                                      |
| 113                                     | أنوسكا كوستر                            | 32                                      |
| 114                                     | هانا لودفيغ                             | لم يبدأ                                 |
| 115                                     | Wilma Olausson ‏                         | 59                                      |
| 116                                     | Mie Bjørndal Ottestad ‏                  | 65                                      |

| يو أي أيه تيم ‏ UAD | يو أي أيه تيم ‏ UAD   | يو أي أيه تيم ‏ UAD |
| ------------------ | -------------------- | ------------------ |
| م                  | عداء                 | مرتبة              |
| 121                | ألينا أمياليوسيك     | 42                 |
| 122                | Olivia Baril ‏        | 81                 |
| 123                | صوفيا بيرتيزولو      | لم يكمل السباق     |
| 124                | Eleonora Gasparrini ‏ | 27                 |
| 125                | إليزابيث هولدن       | 72                 |
| 126                | Silvia Persico ‏      | 9                  |

| Liv AlUla Jayco ‏ BEX | Liv AlUla Jayco ‏ BEX | Liv AlUla Jayco ‏ BEX |
| -------------------- | -------------------- | -------------------- |
| م                    | عداء                 | مرتبة                |
| 131                  | كريستين فولكنر       | 18                   |
| 132                  | Ingvild Gåskjenn ‏    | 54                   |
| 133                  | Alexandra Manly ‏     | 30                   |
| 134                  | Ruby Roseman-Gannon ‏ | 45                   |
| 135                  | أني سانستيبان        | 12                   |
| 136                  | Urška Žigart ‏        | 82                   |

| فريق كوجياس ميتلر لوك برو للدراجات ‏ CGS | فريق كوجياس ميتلر لوك برو للدراجات ‏ CGS | فريق كوجياس ميتلر لوك برو للدراجات ‏ CGS |
| --------------------------------------- | --------------------------------------- | --------------------------------------- |
| م                                       | عداء                                    | مرتبة                                   |
| 141                                     | تمارا بالابولينا ‏ (طريق)                | لم يكمل السباق                          |
| 142                                     | Nathalie Eklund (cyclist) ‏              | لم يكمل السباق                          |
| 143                                     | آنا كيزنهوفر                            | لم يكمل السباق                          |
| 144                                     | إيلينا بيروني                           | لم يكمل السباق                          |
| 145                                     | Claire Steels ‏                          | 26                                      |
| 146                                     | Elizabeth Stannard ‏                     | لم يكمل السباق                          |

| باركهوتل فالكنبورغ ‏ PHV | باركهوتل فالكنبورغ ‏ PHV | باركهوتل فالكنبورغ ‏ PHV |
| ----------------------- | ----------------------- | ----------------------- |
| م                       | عداء                    | مرتبة                   |
| 151                     | Femke Gerritse ‏         | 34                      |
| 152                     | Quinty Schoens ‏         | 57                      |
| 153                     | Lieke Nooijen ‏          | لم يكمل السباق          |
| 154                     | كيرستي فان هافتن        | لم يكمل السباق          |
| 155                     | NED                     | 74                      |
| 156                     | Margot Vanpachtenbeke ‏  | لم يكمل السباق          |

| إن إكس تي جي ريسينغ ‏ AGS | إن إكس تي جي ريسينغ ‏ AGS | إن إكس تي جي ريسينغ ‏ AGS |
| ------------------------ | ------------------------ | ------------------------ |
| م                        | عداء                     | مرتبة                    |
| 161                      | آشلي مولمان              | 8                        |
| 162                      | Maaike Boogaard ‏         | 86                       |
| 163                      | Justine Ghekiere ‏        | 27                       |
| 164                      | BEL                      | لم يكمل السباق           |
| 165                      | Gaia Masetti ‏            | 63                       |
| 166                      | Ally Wollaston ‏ (طريق)   | 47                       |

| لوتو بيليسول للسيدات ‏ LDL | لوتو بيليسول للسيدات ‏ LDL | لوتو بيليسول للسيدات ‏ LDL |
| ------------------------- | ------------------------- | ------------------------- |
| م                         | عداء                      | مرتبة                     |
| 171                       | Mette Egtoft Jensen ‏      | لم يكمل السباق            |
| 172                       | FIN                       | لم يكمل السباق            |
| 173                       | Kristýna Burlová ‏         | لم يكمل السباق            |
| 174                       | GER                       | لم يكمل السباق            |
| 175                       | NED                       | 20                        |
| 176                       | Fauve Bastiaenssen ‏       | لم يكمل السباق            |

| بنجوال شوفالمير ‏ DCH | بنجوال شوفالمير ‏ DCH | بنجوال شوفالمير ‏ DCH |
| -------------------- | -------------------- | -------------------- |
| م                    | عداء                 | مرتبة                |
| 181                  | Antonia Gröndahl ‏    | لم يكمل السباق       |
| 182                  | Cleo Kiekens ‏        | لم يكمل السباق       |
| 183                  | Olha Kulynych ‏       | 58                   |
| 184                  | Andrea Martinez‏      | لم يكمل السباق       |
| 185                  | Taneal Otto‏          | لم يكمل السباق       |
| 186                  | BEL                  | لم يكمل السباق       |

| دروبز ‏ DRP | دروبز ‏ DRP          | دروبز ‏ DRP     |
| ---------- | ------------------- | -------------- |
| م          | عداء                | مرتبة          |
| 191        | إيلا هاريس          | 60             |
| 192        | Typhaine Laurance ‏  | لم يكمل السباق |
| 193        | Maria Novolodskaya ‏ | لم يكمل السباق |
| 194        | SWE                 | لم يكمل السباق |
| 195        | NED                 | لم يكمل السباق |
| 196        | Ella Wyllie ‏        | 83             |

| Cofidis Women Team ‏ COF | Cofidis Women Team ‏ COF | Cofidis Women Team ‏ COF |
| ----------------------- | ----------------------- | ----------------------- |
| م                       | عداء                    | مرتبة                   |
| 201                     | Séverine Eraud ‏         | لم يكمل السباق          |
| 202                     | Morgane Coston ‏         | 62                      |
| 203                     | كلارا كوبينبرج          | 69                      |
| 204                     | Špela Kern ‏             | 71                      |
| 205                     | FRA                     | لم يكمل السباق          |
| 206                     | Rachel Neylan ‏          | 44                      |

| GT Krush Rebellease Pro Cycling ‏ BPC | GT Krush Rebellease Pro Cycling ‏ BPC | GT Krush Rebellease Pro Cycling ‏ BPC |
| ------------------------------------ | ------------------------------------ | ------------------------------------ |
| م                                    | عداء                                 | مرتبة                                |
| 211                                  | Marissa Baks ‏                        | لم يكمل السباق                       |
| 212                                  | هنريتا كولبورن                       | لم يكمل السباق                       |
| 213                                  | Femke de Vries ‏                      | لم يكمل السباق                       |
| 214                                  | Anne Dijkstra ‏                       | 56                                   |
| 215                                  | Meike Uiterwijk Winkel ‏              | لم يكمل السباق                       |
| 216                                  | NED                                  | لم يكمل السباق                       |

| تيم كوب هايتك بوردكتس ‏ HPU | تيم كوب هايتك بوردكتس ‏ HPU | تيم كوب هايتك بوردكتس ‏ HPU |
| -------------------------- | -------------------------- | -------------------------- |
| م                          | عداء                       | مرتبة                      |
| 221                        | Stine Dale ‏                | لم يكمل السباق             |
| 222                        | India Grangier ‏            | لم يكمل السباق             |
| 223                        | NOR                        | 68                         |
| 224                        | NOR                        | 67                         |
| 225                        | Josie Nelson ‏              | لم يكمل السباق             |
| 226                        | Sylvie Swinkels ‏           | لم يكمل السباق             |

| Ceratizit Pro Cycling ‏ WNT | Ceratizit Pro Cycling ‏ WNT | Ceratizit Pro Cycling ‏ WNT |
| -------------------------- | -------------------------- | -------------------------- |
| م                          | عداء                       | مرتبة                      |
| 231                        | Alice Maria Arzuffi ‏       | 66                         |
| 232                        | GER                        | لم يكمل السباق             |
| 233                        | Laura Asencio ‏             | لم يكمل السباق             |
| 235                        | Cédrine Kerbaol ‏           | 23                         |
| 236                        | Marta Lach ‏                | 31                         |

## التصنيف العام النهائي
| التصنيف العام | التصنيف العام        | التصنيف العام             | التصنيف العام | التصنيف العام |
| المتسابقة     | المتسابقة            | الفريق                    | الوقت         |               |
| ------------- | -------------------- | ------------------------- | ------------- | ------------- |
| 1             | ديمي فوليرينغ        | إس دي وركس ‏               | 4 س 06 د 54 ث |               |
| 2             | لوت كوبيكي           | إس دي وركس ‏               | + 8 ث         |               |
| 3             | شيرين فان أنروي      | Lidl–Trek (women's team) ‏ | + 8 ث         |               |
| 4             | Katarzyna Niewiadoma | كانيون–إس آر إيه إم ‏      | + 8 ث         |               |
| 5             | ثريا بالادين         | كانيون–إس آر إيه إم ‏      | + 8 ث         |               |
| 6             | غريس براون           | FDJ–Suez ‏                 | + 8 ث         |               |
| 7             | فايفر جورجي          | فريق سنويب للسيدات ‏       | + 8 ث         |               |
| 8             | آشلي مولمان          | إن إكس تي جي ريسينغ ‏      | + 8 ث         |               |
| 9             | Silvia Persico ‏      | يو أي أيه تيم ‏            | + 8 ث         |               |
| 10            | سيسيلي أوتوب لودفيغ  | FDJ–Suez ‏                 | + 8 ث         |               |
|               |                      |                           |               |               |
|               |                      |                           |               |               |

### تصنيف النقاط
| تصنيف النقاط | تصنيف النقاط       | تصنيف النقاط              | تصنيف النقاط | تصنيف النقاط |
| المتسابقة    | المتسابقة          | الفريق                    | النقاط       |              |
| ------------ | ------------------ | ------------------------- | ------------ | ------------ |
| 1            | لوت كوبيكي         | إس دي وركس ‏               | 1560 نقطة    |              |
| 2            | لورينا ويبيس       | إس دي وركس ‏               | 1164 نقطة    |              |
| 3            | ديمي فوليرينغ      | إس دي وركس ‏               | 1144 نقطة    |              |
| 4            | فايفر جورجي        | فريق سنويب للسيدات ‏       | 1014 نقطة    |              |
| 5            | إليسا بالسامو      | Lidl–Trek (women's team) ‏ | 876 نقطة     |              |
| 6            | إليسا ونغو بورغيني | Lidl–Trek (women's team) ‏ | 828 نقطة     |              |
| 7            | شيرين فان أنروي    | Lidl–Trek (women's team) ‏ | 776 نقطة     |              |
| 8            | أماندا سبرات       | Lidl–Trek (women's team) ‏ | 762 نقطة     |              |
| 9            | غريس براون         | FDJ–Suez ‏                 | 758 نقطة     |              |
| 10           | Silvia Persico ‏    | يو أي أيه تيم ‏            | 730 نقطة     |              |
|              |                    |                           |              |              |
|              |                    |                           |              |              |

## تصنيف الفرق

### الفرق حسب النقاط
| ترتيب الفرق حسب النقاط | ترتيب الفرق حسب النقاط                   | ترتيب الفرق حسب النقاط | ترتيب الفرق حسب النقاط |
| الفريق                 | الفريق                                   | النقاط                 |                        |
| ---------------------- | ---------------------------------------- | ---------------------- | ---------------------- |
| 1                      | إس دي وركس ‏                              | 4987 نقطة              |                        |
| 2                      | Lidl–Trek (women's team) ‏                | 3972 نقطة              |                        |
| 3                      | كانيون–إس آر إيه إم ‏                     | 2766 نقطة              |                        |
| 4                      | FDJ–Suez ‏                                | 2653 نقطة              |                        |
| 5                      | فريق سنويب للسيدات ‏                      | 2263 نقطة              |                        |
| 6                      | يو أي أيه تيم ‏                           | 1860 نقطة              |                        |
| 7                      | EF Education–Tibco–SVB ‏                  | 1304 نقطة              |                        |
| 8                      | موفيستار للسيدات ‏                        | 1289 نقطة              |                        |
| 9                      | بلانتور بورا سيلينج تيم ‏                 | 1254 نقطة              |                        |
| 10                     | فريق أونو إكس برو للدراجات للسيدات 2023 ‏ | 1231 نقطة              |                        |
|                        |                                          |                        |                        |
|                        |                                          |                        |                        |

## تصانيف فرعية

### تصنيف أفضل شاب
| تصنيف أفضل شابة | تصنيف أفضل شابة     | تصنيف أفضل شابة           | تصنيف أفضل شابة | تصنيف أفضل شابة |
| المتسابقة       | المتسابقة           | الفريق                    | الوقت           |                 |
| --------------- | ------------------- | ------------------------- | --------------- | --------------- |
| 1               | Maike van der Duin ‏ | كانيون–إس آر إيه إم ‏      |                 |                 |
| 2               | شيرين فان أنروي     | Lidl–Trek (women's team) ‏ |                 |                 |
| 3               | Megan Jastrab ‏      | فريق سنويب للسيدات ‏       |                 |                 |
|                 |                     |                           |                 |                 |
|                 |                     |                           |                 |                 |